# Uzunköprü
Uzunköprü est une ville et un district de la province d'Edirne de la région de Marmara en Turquie. Elle se situe à la frontière occidentale de la Turquie proche de la Grèce.
C'est une ville frontière stratégique située sur les routes reliant la Turquie aux Balkans et à l'Europe. Sa population s'élève à 66 000 habitants.
Uzunköprü signifie "long pont".

## Géographie
La ville d'Uzunköprü  est située près de  la rivière Ergene, rivière de Thrace orientale et affluent gauche qui se jette dans l'Hèbre (du grec ancien Ἕϐρος / Hébros, en turc Meriç, en bulgare Марица / Maritsa). Elle est située à 64 km de Edirne, ou Andrinople selon l'ancienne forme francisée, préfecture de la province turque et à 241 km à l'ouest d'Istanbul.

## Le long pont = Uzunköprü
Le pont est construit par l'architecte Muslihiddin entre 1427 et 1443 sous le règne du sultan ottoman Mourad II. Il est présenté comme le plus long pont de pierre sur terre survivant à ce jour avec 1392 m de longueur, 174 arches et 6,10 m de largeur.
Construit sur l'un des passages les plus difficiles de la rivière Ergene (dans l'Antiquité : Agrianes)  le pont  était un point de transition entre les Balkans et l'Anatolie. Il a été conçu pour fournir un passage aux armées à travers les vastes terres marécageuses de la rivière Ergene. Les anciens ponts en bois étaient trop petits, emportés par les crues et ne répondaient pas aux besoins de communication.
Le pont comporte des motifs de l'art et de l'esthétique des Ottomans conjuguant les différentes cultures de l'Asie centrale aux Balkans. Il existe des ornements authentiques, observés sur les arcs, en particulier sur la clé de voûte, tels que des motifs géométriques (pentagones, hexagones, octogones, étoiles à sept branches, étoile de David et cercle), des figures végétales et animales (lions, éléphants, oiseaux, etc. .).
Parmi ses arches, 171 sont visibles aujourd'hui, deux sont désormais souterraines et deux combinées en une seule. Le pont a fait l'objet de restaurations.

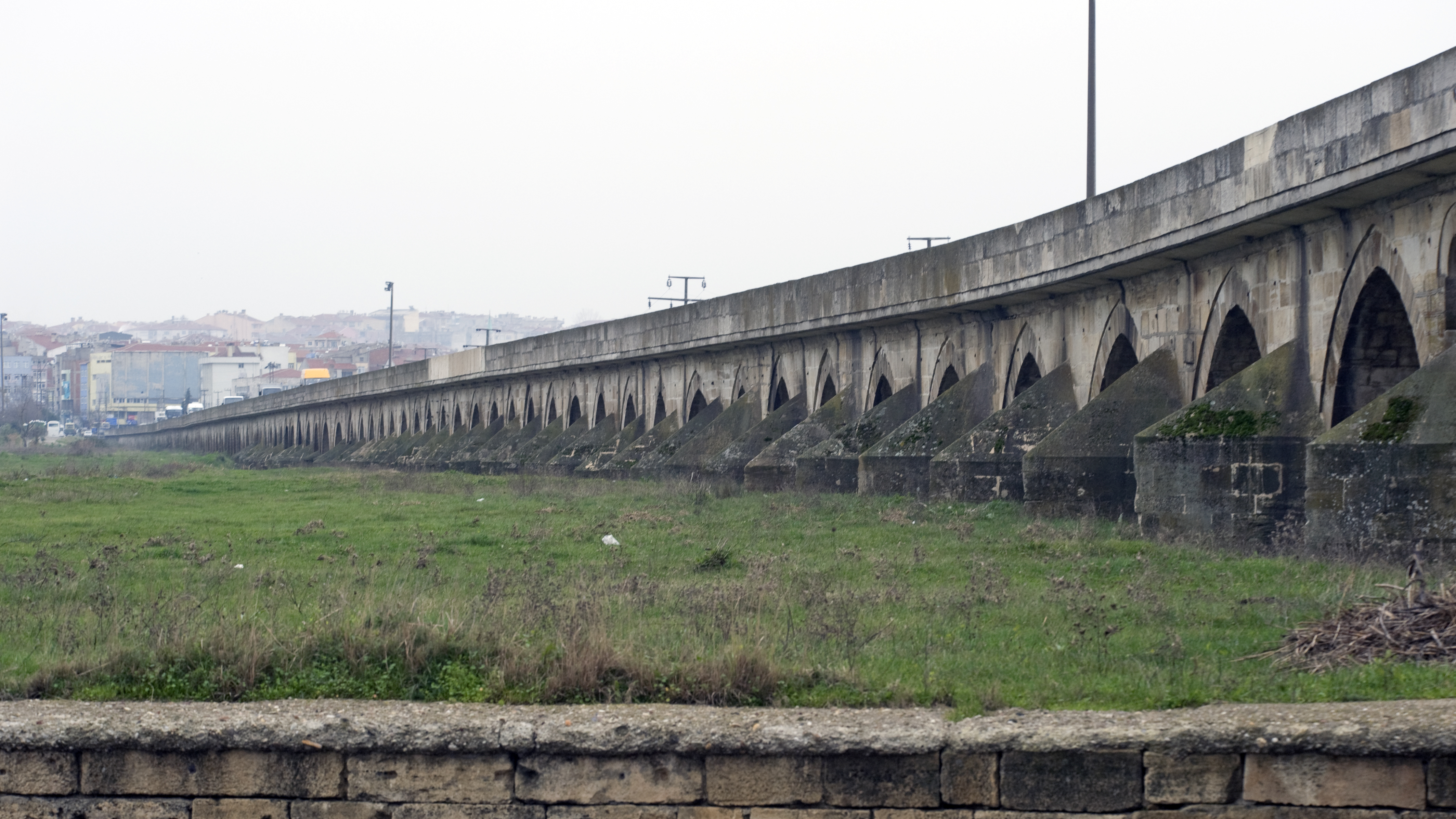
Le pont d'Uzunköprü